# Stellaria depressa
Stellaria depressa är en nejlikväxtart som beskrevs av E. Schmid. Stellaria depressa ingår i släktet stjärnblommor, och familjen nejlikväxter. Utöver nominatformen finns också underarten S. d. arenicola.